# 16S rRNK (uracil1498-N3)-metiltransferaza
16S rRNK (uracil1498-3)-metiltransferaza (EC 2.1.1.193, DUF558 protein, YggJ, RsmE, m3U1498 specifična metiltransferaza) je enzim sa sistematskim imenom S-adenozil--metionin:16S rRNK (uracil1498-3)-metiltransferaza. Ovaj enzim katalizuje sledeću hemijsku reakciju
-adenozil--metionin + uracil1498 u 16S rRNK {\displaystyle \rightleftharpoons } -adenozil-L-homocistein + N3-metiluracil1498 u 16S rRNK
Ovaj enzim specifično metiliše uracil1498 u 3 poziciji 16S rRNK.

## Literatura
- Nicholas C. Price; Lewis Stevens (1999). Fundamentals of Enzymology: The Cell and Molecular Biology of Catalytic Proteins (Third изд.). USA: Oxford University Press. ISBN 019850229X.
- Eric J. Toone (2006). Advances in Enzymology and Related Areas of Molecular Biology, Protein Evolution (Volume 75 изд.). Wiley-Interscience. ISBN 0471205036.
- Branden C; Tooze J. Introduction to Protein Structure. New York, NY: Garland Publishing. ISBN 0-8153-2305-0.
- Irwin H. Segel. Enzyme Kinetics: Behavior and Analysis of Rapid Equilibrium and Steady-State Enzyme Systems (Book 44 изд.). Wiley Classics Library. ISBN 0471303097.
- William P. Jencks (1987). Catalysis in Chemistry and Enzymology. Dover Publications. ISBN 0486654605.

## Spoljašnje veze
- 16S+rRNA+(uracil1498-N3)-methyltransferase на 